# Chauliodites picteti

Chauliodites picteti (лат.) — ископаемый вид насекомых из семейства Chaulioditidae (отряд Grylloblattida). Триасовый период (Gödewitz near Salzmünde, оленёкский ярус; Bremkertal below Bremke, Solling Formation; возраст находки 242—247 млн лет), Германия.

## Описание
Длина тела 9,3 мм, длина усиков 8,70 мм, длина переднего крыла 13,8 мм, ширина 4,8 мм Сестринские таксоны: Chauliodites circumornatus, Ch. geniatus, Ch. issadensis, Ch. kitshmengensis, Ch. afonini, Ch. nedubrovensis. Вид был впервые описан в 1864 году по ископаемым отпечаткам как первый вид ископаемого рода †Chauliodites Heer, 1864.